# Stagetorn
Stagetorn er en dansk jurist- og konditorslægt:
- Merethe Stagetorn, forsvarsadvokat
- Henrik Stagetorn, advokat
- Marianne Stagetorn, konditor, La Glace